# Jeanne d'Arc
Jeanne d'Arc (Domrémy, Lotharingen, ca. 1412 – Rouen, Normandië, 30 mei 1431), bijgenaamd de Maagd van Orléans, is een nationale heldin van Frankrijk. Ze werd geboren tijdens de Franse Burgeroorlog (1410-1435) en speelde een cruciale rol tijdens de Honderdjarige Oorlog tussen Engeland en Frankrijk (1337-1453).
Ze vertelde visioenen te hebben van onder andere de heilige Catharina, Margaretha en de aartsengel Michaël, die haar vertelden dat ze de Dauphin Karel VII moest helpen en Frankrijk van de Engelsen moest bevrijden. Tijdens haar eerste jaren in het leger had ze successen, maar in de latere jaren leed ze verliezen en werd ze gevangen genomen door de vijand.
Op ongeveer negentienjarige leeftijd werd ze door een partijdige kerkelijke rechtbank tot de doodstraf veroordeeld en stierf ze op de brandstapel in Rouen. Vijfentwintig jaar na haar dood liet paus Calixtus III het proces herzien. Ze werd onschuldig bevonden en kreeg op 7 juli 1456 de titel van martelares. In 1909 werd ze door de Rooms-Katholieke Kerk zalig verklaard en in 1920 volgde de heiligverklaring.

## Achtergrond: strijd om het regentschap
Karel VI de Waanzinnige (Frans: Charles le Fou) was 12 jaar toen zijn vader Karel V de Wijze in 1380 overleed. Tot 1388 werd daarom het feitelijk gezag gevoerd door een Regentschapsraad van zijn ooms, de hertogen Lodewijk I van Anjou, Jan van Berry en Filips de Stoute van Bourgondië; veelal in hun eigen voordeel. Nadat de jonge koning zelf kon gaan regeren, kreeg hij in augustus 1392 een zware aanval van waanzin, waarbij hij vier van zijn begeleiders doodde. Na die gebeurtenis regeerde de koning zelf in heldere periodes, afgewisseld met periodes van waanzin waarin de regering werd overgenomen door zijn ooms. Na het Bal des Ardents op 28 januari 1393, waar de koning op het nippertje aan de dood ontsnapte dankzij zijn tante Jeanne de Boulogne, sloeg de waanzin compleet toe. Het land werd daarna bestuurd door een regentenraad voorgezeten door zijn vrouw, koningin Isabella van Beieren. Overige leden van de raad waren Karel VI's ooms Jan van Berry en Filips de Stoute, en diens zoon Jan zonder Vrees, de hertog van Bourgondië en graaf van Vlaanderen en Artesië.
Zijn jongere broer Lodewijk I van Orléans kwam na de dood van Filips de Stoute in 1404 in de regentenraad. Hij wist Jan zonder Vrees buitenspel te zetten door gebruik te maken van de affectie van zijn broer, tijdens diens heldere momenten, en van zijn invloed op de koningin tijdens diens ziekteperiodes. Met als voorwendsel een dreigende inval van de Engelsen verhoogde Lodewijk I de belastingen en gebruikte de opbrengst voor eigen profijt. Jan zonder Vrees kreeg het volk echter op zijn hand door belastingverminderingen en hervormingen van het beleid te beloven. In 1407 liet hij Lodewijk I vermoorden, wat het begin werd van een burgeroorlog. Lodewijk's zoon, Karel van Orléans, wilde zijn vader wreken en bij zijn huwelijk met Bonne, de dochter van Bernard VII van Armagnac, vormde hij een bondgenootschap tegen Jan zonder Vrees. Dit genootschap heette de Armagnacs, en was een samenwerking met zijn schoonvader, de hertogen Jan van Berry, Lodewijk II van Bourbon, en Jan V van Bretagne, en de graaf Jan I van Alençon. 
Met huurlingen die hij rekruteerde in het zuiden ondernam hertog Bernard VII strooptochten tot in de directe omgeving van Parijs. Op 9 november 1411 werd hij in Saint-Cloud verslagen door Jan zonder Vrees. In 1413 slaagde de laatste er in om de Parijzenaars in opstand te laten komen en de macht te grijpen. Door het schrikbewind dat werd gevoerd door zijn medestanders (de Bourguignons en de Cabochiens) kwam de bevolking echter massaal in opstand en kwamen de Armagnacs weer aan de macht.
De Engelsen zetten beide partijen verder tegen elkaar op; ze sloten verdragen of kochten mensen hun neutraliteit af. Zo tekenden de Armagnacs in 1412 een verdrag met Hendrik IV van Engeland waarbij ze de regio Guyenne kregen en werden erkend als soeverein van Poitou, het Graafschap Angoulême en de Périgord. Jan zonder Vrees ontzag de Engelsen omdat hij de leveringen van wol uit Engeland naar het welvarende Vlaanderen niet in gevaar wilde brengen. In 1415 hervatten de Engelsen de vijandelijkheden en versloegen het Franse leger, dat voornamelijk bestond uit aanhangers van de Armagnacs, bij Azincourt.
Op 29 mei 1418 werd Parijs door verraad opnieuw ingenomen door Jan zonder Vrees. Vele Armagnacs, waaronder Bernard VII, werden door de bevolking vermoord. Jan zonder Vrees begon onderhandelingen met de Engelsen en leek bereid de aanspraken van de Engelse koning op de Franse troon te steunen.
Tegelijkertijd zocht de dauphin, de latere Karel VII van Frankrijk, zoon van Karel VI, toenadering tot Jan zonder Vrees, die op dat moment een groot deel van Frankrijk in zijn macht had. Beide partijen begonnen te onderhandelen, maar tijdens een van die ontmoetingen, op 10 september 1419, werd Jan zonder Vrees vermoord. Hierdoor werd elk akkoord onmogelijk en Frankrijk dreigde ten onder te gaan aan interne conflicten. Filips de Goede, de zoon van Jan zonder Vrees, verbond zich met de Engelsen.
Het gevolg van de moord op Jan was, dat koningin Isabella van Beieren in 1420 met Hendrik V van Engeland het Verdrag van Troyes afsloot. Volgens dit verdrag zou Karel VI de Waanzinnige na zijn dood worden opgevolgd door hun schoonzoon Hendrik V van Engeland, die met hun dochter Catherina van Frankrijk was getrouwd. Hun zoon Karel VII werd van de opvolging uitgesloten. De meerderheid van de Franse adel verzette zich hier echter tegen.
Op 31 augustus 1422 overleed Hendrik V onverwachts in Bois de Vincennes, bij Parijs, vermoedelijk ten gevolge van dysenterie. Karel VI de Waanzinnige overleed anderhalve maand later op 21 oktober 1422. Engeland eiste de kroon op voor Hendrik VI van Engeland, die op dat moment nog geen jaar oud was. De Franse kroonprins Karel VII twijfelde mettertijd aan zijn eigen afkomst en aan zijn rechten op de troon. Met het Verdrag van Troyes had zijn moeder zich akkoord verklaard met het verlies van zijn rechten, en waren het zuidwesten en het grootste deel van het noorden van het land onder Engels bewind gekomen.
In deze uitzichtloze situatie zou Jeanne d'Arc een doorbraak forceren.

## Jeugd met hemelse stemmen

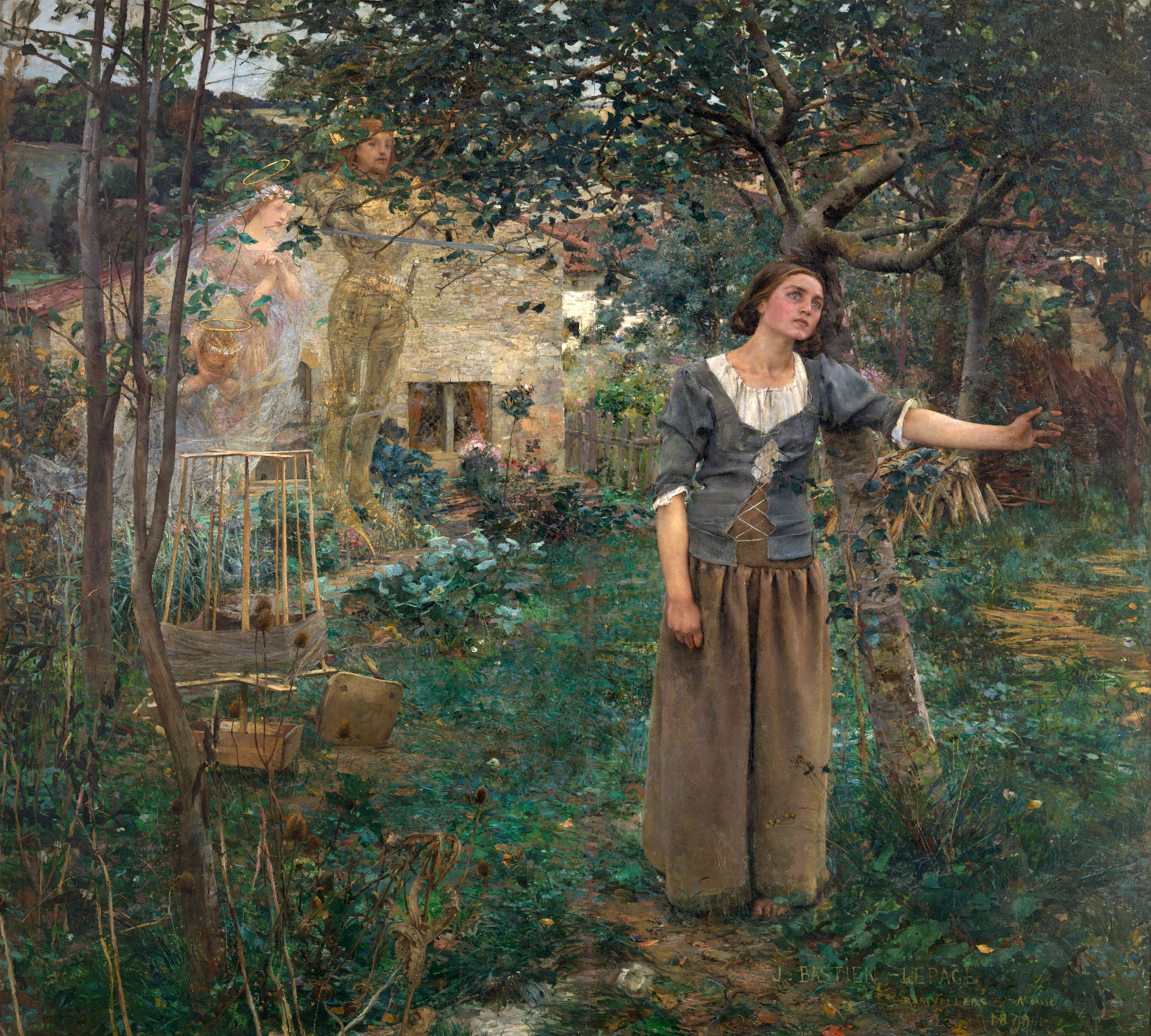
Jules Bastien-Lepage schilderde in 1879 Jeanne terwijl ze de stem van God hoort in de tuin van haar vader.

Jeanne d'Arc werd geboren in het jaar 1412, wellicht op 6 januari, op de boerderij van haar vader, dicht bij de kerk van Domrémy. Haar ouders waren Jacques d’Arc en Isabelle de Vouthon, welgestelde boeren die hun eigen land bewerkten. Haar roepnaam was Jehanne, waarschijnlijk naar haar moeders zus Jehanne Lassois of naar een van haar meters Jehanne Royer of Jehanne de Viteau. Haar broers en zussen waren Jacquemin, Jean, Pierre en Catherine.
In haar tijd was Domrémy een dorpje in het prinsbisdom Toul van het Rooms-Duitse Rijk. Het lag in het grensgebied en invloedsgebied van de Champagne, de Barrois en Lotharingen. Tegenwoordig heet het dorp Domrémy-la-Pucelle (Nederlands: Domrémy-de-Maagd), ter ere van Jeanne.

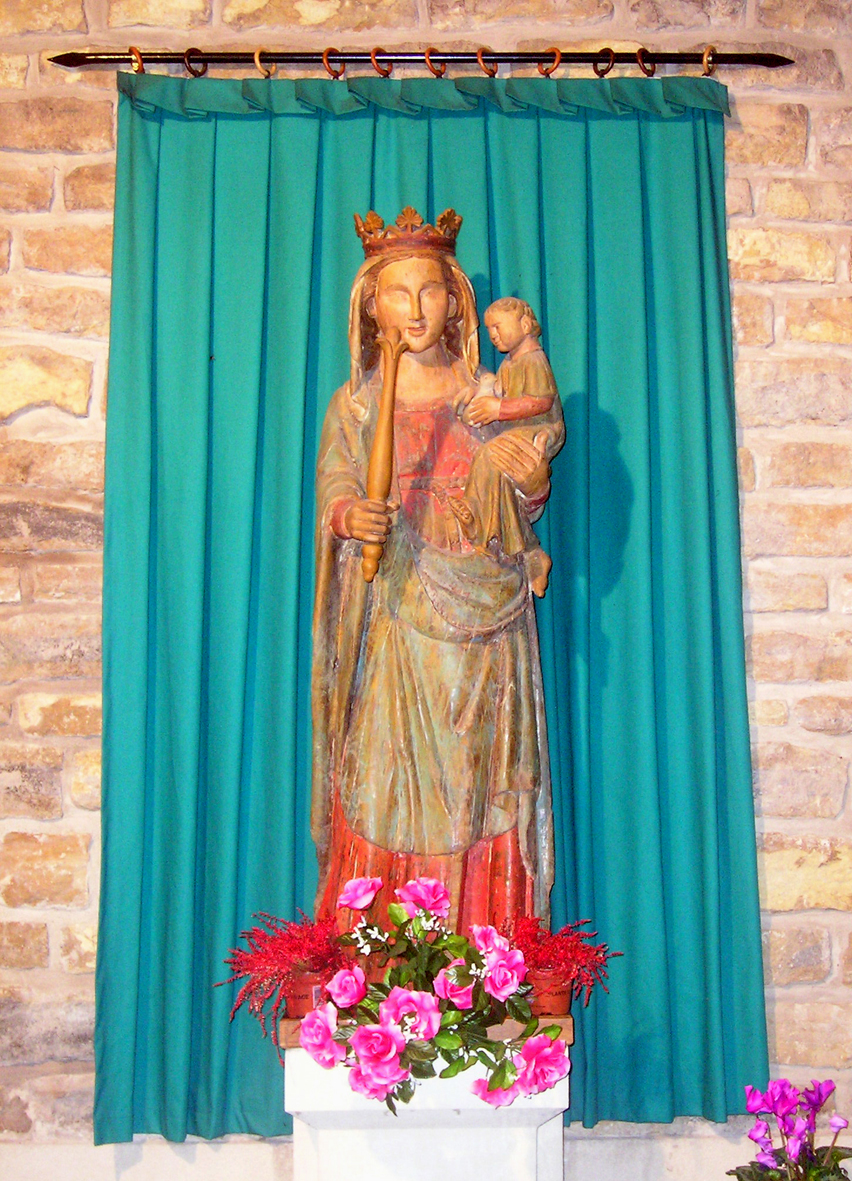
Notre Dame de Bermont (beeld van de kapel van Bermont, waar zich ook een muurschildering bevindt die mogelijk Jeanne d'Arc voorstelt), nu in de crypte van de Basilique du Bois Chênu

Later, tijdens haar proces, zou ze zelf verklaren dat ze Jehanne heette en dat ze in Frankrijk, waar ze later naartoe ging, Jeanne genoemd werd. Ook zei ze dat ze dacht dat ze negentien was en geboren was in “Domrémy qui est tout un avec Grus” (Nederlands: "Domrémy die één is met [het dorp] Grus [Greux]"), dat haar moeder haar het Pater Noster, het Ave Maria en het Credo had geleerd en niemand anders haar had onderwezen sinds haar geboorte. Op de 9e zitting van haar proces verklaarde Jeanne dat ze kon naaien en weven en dat ze het hierin tegen elke vrouw van Rouen wou opnemen.
Volgens de getuigen uit haar dorp (die tijdens het rehabilitatieproces werden opgeroepen) was ze een goed, eenvoudig, levenslustig en aangenaam kind, dat plichtsbewust haar moeder hielp en graag werkte. Ook ging ze graag naar de mis, bad ze en offerde ze dikwijls kaarsen in de kapel van Bermont bij de kluizenarij van Bermont. De getuigen verklaarden dat Jeanne een godvruchtig meisje was, aangezien ze ook tijdens het werk op het veld neerknielde om te bidden wanneer de kerkklokken opriepen tot gebed. Niettemin was ze volgens diezelfde getuigen geen 'pilarenbijtster', maar speelde en vierde ze mee met de jeugd van het dorp. Volgens de getuigenverklaringen was een gewoon en normaal boerenmeisje dat zich vooral bezighield met de werkzaamheden in en om het huis en haar broers en vader hielp op het veld.
Jeanne verklaarde tijdens de 9de zitting van haar rechtszaak dat ze 13 was toen ze voor de eerste keer de stem van God hoorde. Het gebeurde op een middag in de tuin van haar vader, en ze was erg bang. De stem kwam van de rechterkant van de kerk en ging niet gepaard met een grote 'klaarte' zoals het daarna wel dikwijls het geval was. De stem droeg haar op zich goed te gedragen en veel naar de kerk te gaan. Ook zei de stem dat ze naar Frankrijk moest gaan. De stem drong aan op dit punt en zei dat Jeanne het beleg van Orléans moest breken. Maar eerst moest ze kapitein Robert de Baudricourt opzoeken om steun te vragen, aangezien ze maar een eenvoudig meisje was dat niet kon paardrijden noch oorlog voeren.
Bij de ondervraging tijdens de 11e zitting van haar proces (op 27 februari 1431) identificeerde Jeanne de stemmen als die van de heilige Catharina en van de heilige Margaretha. Ze zouden zichzelf aan Jeanne bekendgemaakt hebben. Volgens haar getuigenissen sprak ook de aartsengel Michaël regelmatig tot haar. Die drie heiligen waren in de middeleeuwen zeer populair en maakten voor Jeanne deel uit van haar dagelijks leven. Ongetwijfeld zag ze hun afbeeldingen regelmatig in de kerken die ze bezocht. In de kerk van Domrémy stond een beeld van Margaretha, en in Maxey-sur-Meuse stond een beeld van Catharina.

## Ontmoeting met de koning in Chinon

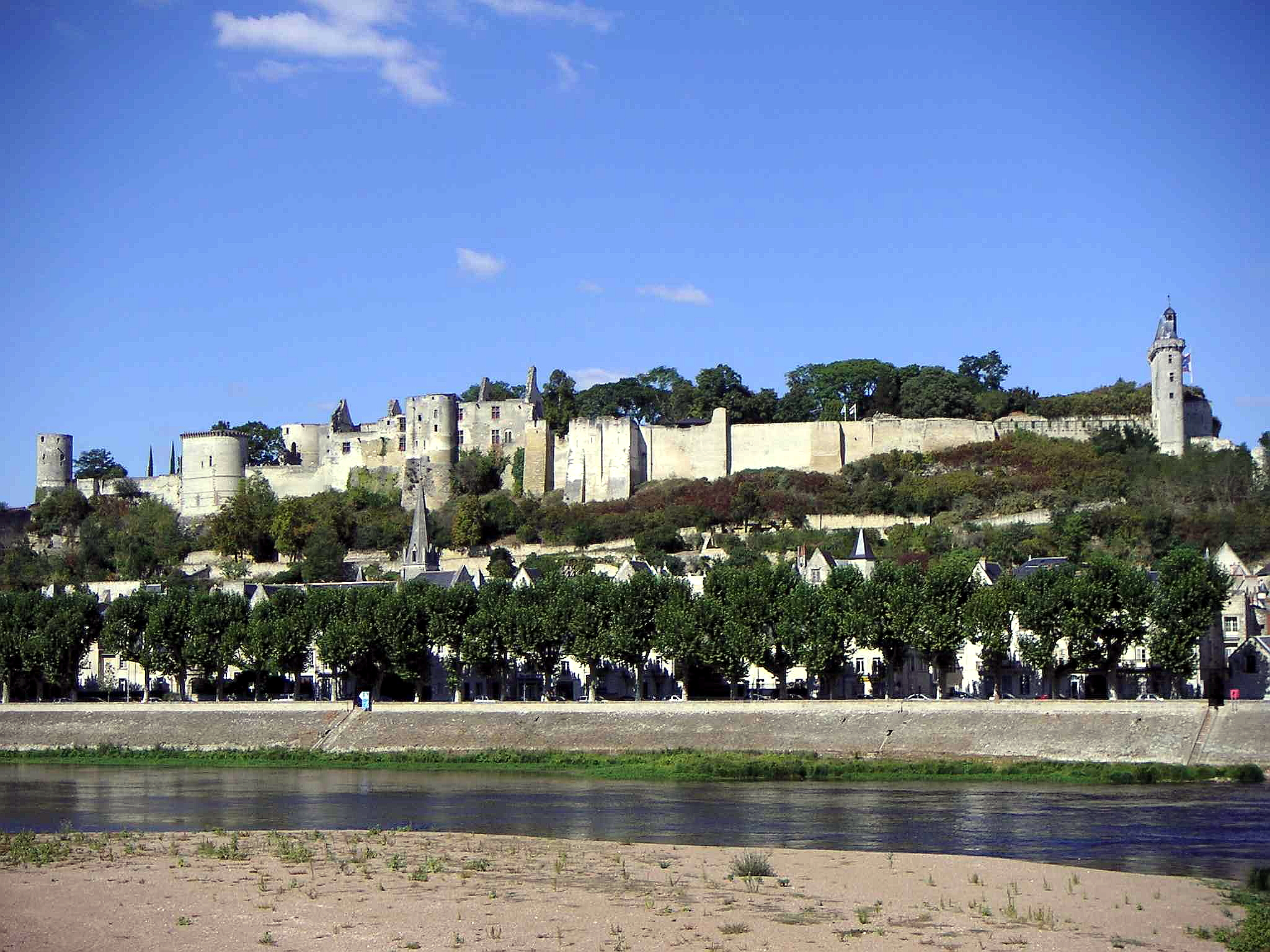
Het kasteel van Chinon vanaf de rechteroever van de Vienne. Links het Fort du Coudray en rechts het Château du Milieu.

Jeanne werd naar Vaucouleurs gebracht waar ze Robert de Baudricourt onmiddellijk herkende dankzij de stem. Na twee vergeefse pogingen kreeg ze de derde keer een onderhoud en gaf Robert de Baudricourt haar het escorte waar ze om vroeg. Na nog een bezoek bij de hertog van Lotharingen te Nancy vertrok ze van Vaucouleurs, gekleed als man, met een zwaard dat ze gekregen had van de kapitein onder begeleiding van een ridder en diens schildknaap en vier mannen. Ze werd begeleid door zes mannen van Yolande van Aragon, de twee schildknapen Jean de Metz en Bertrand de Poulengy en een koninklijke koerier Colet de Vienne. Deze drie hadden elk een dienaar mee. Op 2 februari 1429 kwam ze zonder problemen bij het kasteel van Chinon aan, waar de dauphin verbleef.
Twee dagen later werd ze door de dauphin ontvangen in zijn privévertrekken en niet in de grote zaal. Het moet daar geweest zijn, dat ze met Karel haar missie besprak. Het verhaal dat ze tijdens een grote receptie Karel herkende, die gekleed was als een gewoon edelman, werd slechts door één auteur vermeld. Jeanne kondigde vier evenementen aan: de bevrijding van Orléans, de kroning van Karel in Reims, de bevrijding van Parijs en de vrijlating van hertog Karel van Orléans die in de slag bij Azincourt was gevangengenomen door de Engelsen. Hierop werd Jeanne door de koning naar Poitiers gestuurd om er ondervraagd te worden door de geleerden van de universiteit van Parijs die in Poitiers hun onderkomen hadden gezocht na de inname van Parijs door de Engelsen. De notulen van deze ondervragingen zijn verloren gegaan, alleen de conclusies die aan de dauphin werden gestuurd zijn bewaard gebleven en zijn zeer lovend over Jeanne. Naast de ondervraging door de doctors in de theologie werd Jeanne ook nog onderzocht op haar maagdelijkheid, omdat een gezondene van God ongetwijfeld maagd moest zijn en om de laster van de tegenpartij te ontkrachten die haar de hoer van de Armagnacs noemden. Bovendien kon een maagd geen heks zijn. Karel gaf uiteindelijk zijn akkoord dat ze naar het belegerde Orléans zou trekken, hoewel niet aan het hoofd van een leger, maar met een bevoorradingskonvooi. Jeanne werd eerst naar Tours gebracht waar een harnas voor haar werd gemaakt. Twee van haar broers sloten zich bij het leger aan.

## Beleg van Orléans verslaan

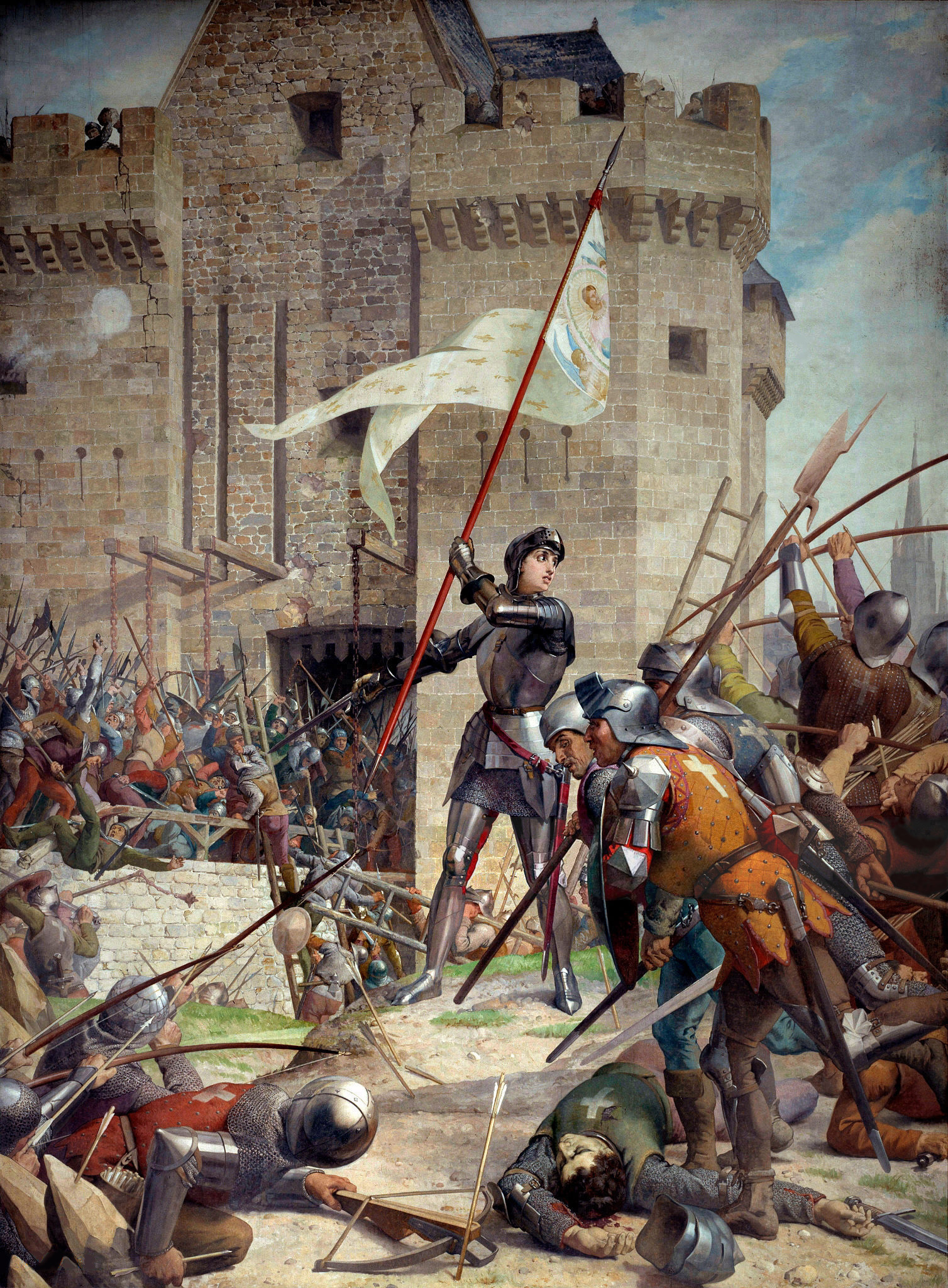
Jules Eugène Lenepveu 1886-1890, Het beleg van Orléans

De Engelsen die het noorden van Frankrijk bezetten, werden door de natuurlijke grens gevormd door de Loire verhinderd om op te trekken tegen het zuiden dat trouw gebleven was aan de dauphin. Om een doorgang te forceren moesten ze Angers of Orléans innemen. Angers werd beschermd door een kasteel. Ze besloten daarom Orléans te belegeren. Er werden versterkingen rond de stad gebouwd, maar de Engelsen hadden niet voldoende manschappen om de stad volledig te omsingelen. Na de mislukte aanval op een Engels bevoorradingskonvooi door de Frans-Schotse troepen op 12 februari 1429 (La journée des Harengs) waren de verdedigers volledig gedemoraliseerd.
Op 29 april kwam Jeanne met haar leger van 4.000 man en de bevoorrading aan in Orléans, waar ze door de bevolking enthousiast werd ontvangen. Door het vertrouwen dat ze uitstraalde en haar enthousiasme wist ze de Fransen opnieuw te motiveren. Op 4 mei 1429 veroverden de Fransen onder de leiding van Jeanne de bastille van Saint-Loup en op 6 mei namen ze de versterking Saint-Jean-le-Blanc in. Op de volgende dag forceerden ze een nieuwe uitval en veroverden ze de vesting Saint-Augustin. Dit was tegen de beslissingen van de legerleiding onder Jan van Orléans. De legerleiding kwam daarna bijeen zonder Jeanne erbij te betrekken en besloot op versterkingen te wachten, maar zij wilde op 7 mei de hoofdmacht van de Engelsen aanvallen bij Les Tourelles, twee torens die de brug over de Loire ten zuiden van de stad beheersten. In de nacht van 7 op 8 mei hieven de Engelsen het beleg op en trokken weg.
In hoeverre Jeanne zelf betrokken was bij de militaire operaties, vormt nog altijd het onderwerp van discussie. Traditionele historici zien haar als de vaandeldraagster die erin slaagde het moreel van de troepen op te krikken. Anderen zijn van oordeel dat ze wel degelijk betrokken was bij de leiding van de operaties. Iedereen schijnt het er wel over eens te zijn dat dankzij haar optreden het Franse leger een serie van successen kende.

## Campagne van de Loire
Na de overwinning op de Engelsen bij Orléans gingen de Fransen door op hun elan en wilden ze de bruggen in de Loirevallei heroveren om zo de weg naar Reims vrij te maken. Een deel van de Engelse troepen die van Orléans waren gevlucht hadden hun kamp opgeslagen bij Jargeau onder leiding van William de la Pole, de hertog van Suffolk en wachtte op versterking van Jan van Bedford, de Engelse regent. Het Franse leger onder leiding van Jean d`Alençon en Jeanne d’Arc kreeg versterking van Jean d’Orléans en Florent d’Illiers. Onderweg werd het tegemoet getreden door de Engelsen. In het gevecht dat volgde konden de Fransen optrekken tot bij Jargeau. De volgende dag, 12 juni 1429, werden de gevechten hervat. Suffolk probeerde nog een wapenstilstand te bewerken, maar de Fransen gingen door en Jargeau werd diezelfde dag ingenomen. Suffolk werd gevangengenomen en zijn troepen vluchtten naar Meung-sur-Loire en Beaugency.

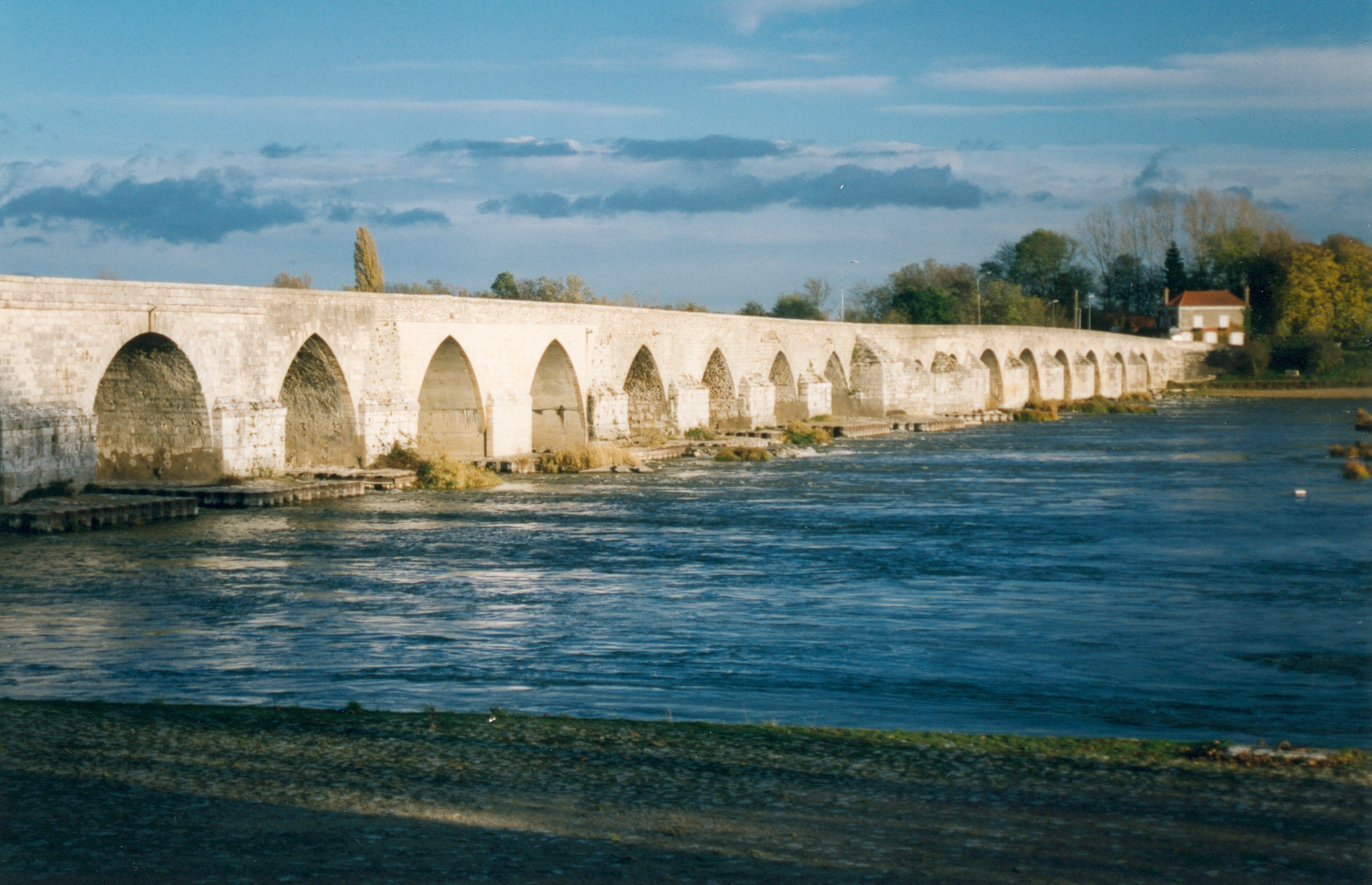
De brug bij Beaugency

De Fransen trokken verder naar Meung-sur-Loire, en op 15 juni 1429 werd hier de belangrijke brug over de Loire door de Fransen heroverd. Het stadje zelf en het versterkte kasteel werden door de Franse troepen ongemoeid gelaten. Ze trokken onmiddellijk verder naar Beaugency, een klein stadje op de noordelijke oever van de Loire, waar eveneens een strategische brug lag. De Engelsen trokken zich terug in de citadel in het midden van het stadje. Toen Jean d’Alençon de informatie kreeg dat er Engelse versterkingen uit Parijs onderweg waren, ging hij onderhandelen met de Engelsen, die de stad opgaven en ongemoeid mochten vertrekken.
De campagne van de Loire zou afgesloten worden met de slag bij Patay op 18 juni 1429; de enige echte open veldslag in de campagne. Het Engelse leger stond onder leiding van John Fastolf die met versterkingen uit Parijs was aangekomen. De troepen uit Beaugency hadden zich bij hem gevoegd. De Engelsen vertrouwden op hun gebruikelijke tactiek, die hen sinds de slag bij Crécy de ene overwinning na de andere had bezorgd, namelijk de inzet van hun uitzonderlijk goed getrainde beroepskorps van longbowschutters. Dit elitekorps stak ter verdediging gepunte palen in de grond, die de vijandelijke cavalerie tegenhield en de infanterie zodanig hinderde dat ze ten onder gingen aan de moordende pijlenregen. Bij Patay verrieden ze hun stelling door in het veld waarin ze zich bevonden een hert neer te schieten. Met het rumoer dat daarbij ontstond, trokken ze de aandacht van Franse verkenners. De voorhoede van het Franse leger viel daarop het longbowkorps aan op de flanken, waar de verdedigingsstellingen vanwege tijdsgebrek nog niet waren uitgevoerd. Het korps werd afgeslacht en de Franse cavalerie dreef de Engelsen op de vlucht. John Talbot werd gevangengenomen. Het Engelse longbowkorps is deze nederlaag nooit te boven gekomen en werd nooit meer heropgericht. Wat Azincourt geweest was voor de Fransen werd Patay voor de Engelsen: de complete nederlaag. Er zouden 2000 à 2500 Engelsen gesneuveld zijn op een leger van 5000 man, tegen 5 tot 100 Fransen.

## Kroning van de koning in Reims

Ingres 1854, Jeanne d’Arc bij de kroning van Karel VII in Reims

Na de slag bij Patay trok Jeanne naar Loches en overtuigde de dauphin om naar Reims te gaan om zich als koning te laten zalven. De tocht naar Reims ging door Bourgondisch gebied en verliep zonder problemen. Het gezelschap vertrok op 29 juni 1429 uit Gien-sur-Loire. Auxerre stelde zich neutraal op, Troyes capituleerde na een belegering van vier dagen waarbij geen slachtoffers vielen, en Châlons-en-Champagne opende zijn poorten voor het leger van de dauphin. Op 16 juli kwamen ze aan in Reims, dat ook de poorten opende voor de dauphin. Karel VII werd op 17 juli 1429 in de kathedraal van Reims in de aanwezigheid van Jeanne d’Arc, tot koning gekroond en gezalfd door aartsbisschop Regnault de Chartres.
Na de kroning drong de koning er bij Jeanne op aan om rust te nemen, want de koning had onder invloed van zijn raadgevers het besluit genomen om niet aan te vallen. Hij had met de Bourgondiërs wapenstilstanden van 14 dagen gesloten. Onder invloed van zijn raadgevers en in het bijzonder van Georges de la Trémoille en Regnault de Chartres wilde Karel VII in de eerste plaats de alliantie tussen Filips de Goede en Jan van Bedford breken. Jeanne moest dus geneutraliseerd worden, want zij wilde naar Parijs optrekken.
Filips de Goede brak dit verdrag door van de pauze gebruik te maken om de versterking van Parijs uit te bouwen. Op 4 augustus trok de hertog van Bedford vanuit Parijs met een leger van 10.000 man op tegen het Franse leger. Karel VII trok de vijand tegemoet en sloeg zijn kamp op tussen Montépilloy en Mont-l'Évêque. Op 15 augustus stonden de twee legers tegenover elkaar opgesteld, maar Azincourt indachtig riskeerde het Franse leger geen frontale aanval tegen het ingegraven Engelse leger; eigenlijk vond er geen veldslag plaats. Het koninklijke leger trok daarna op naar Parijs. Onderweg waren er nog een aantal steden die Karel VII als hun vorst binnenhaalden, waaronder Beauvais. De tegenstanders van Karel VII mochten ongemoeid de stad verlaten. Onder hen was bisschop Pierre Cauchon, een fervent aanhanger van de Engelsen. Met zijn bisdom verloor Cauchon een belangrijk deel van zijn inkomsten en hij zou het Jeanne nooit vergeven, want hij hield haar verantwoordelijk voor zijn verlies.
Op 8 september 1429 voerde Jeanne d’Arc met Jan II van Alençon, de maarschalken Gilles de Rais en Jan van Brosse een aanval uit op de Saint-Honoré-stadspoort van Parijs. Jeanne raakte bij deze aanval gewond aan een been. ’s Avonds trokken ze zich zonder resultaat terug en Jeanne kreeg bevel van de koning om de vijandelijkheden te staken. De koning trok zich terug naar de Loire en het leger werd ontbonden. In oktober nam Jeanne met haar eigen troep Saint-Pierre-le-Moûtier in, en sloeg beleg op voor La Charité-sur-Loire, maar tegen Kerstmis hief ze dit beleg op en keerde ze terug naar Jargeau. Op 29 december 1429 werden Jeanne en haar familie in de adelstand verheven. De originele akte hiervan is verloren gegaan, maar er zijn diverse kopieën bewaard gebleven. In 1614 zou Lodewijk XIII deze beslissing voor de familie hebben herroepen, omdat ze in de praktijk gewoon volk waren gebleven.

## Gevangenneming in Compiègne

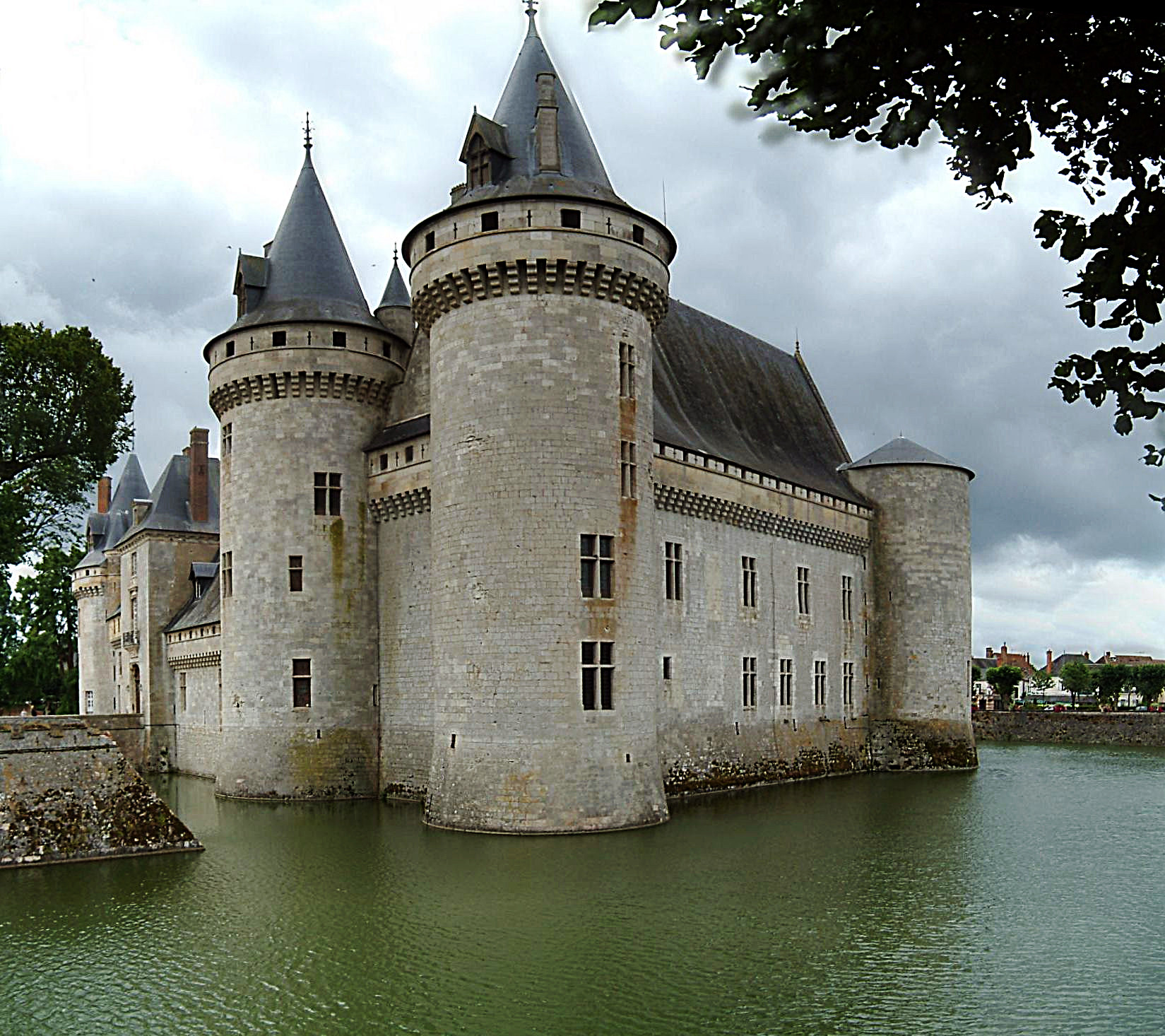
Kasteel van Sully-sur-Loire

Na de expeditie bij La-Charité-sur-Loire kreeg Jeanne bevel om in het kasteel van la Trémouille in Sully-sur-Loire te blijven, maar zonder toestemming van de koning trok ze naar Compiègne dat door de Bourgondiërs belegerd werd. Tijdens een uitval uit de belegerde stad en de schermutseling die daarop volgde, werd Jeanne d’Arc op 23 mei 1430 gevangengenomen door de Bourgondiërs, meerbepaald de bastaard van Wandomme trok haar van haar paard. In een dergelijk geval was het normaal geweest, dat Jeanne vrijgekocht zou worden voor losgeld, maar Karel VII deed geen enkele poging daartoe. Drie dagen na haar gevangenneming schreef de grootinquisiteur van Frankrijk, waarschijnlijk geïnspireerd door de professoren van de Sorbonne, al een brief aan Filips de Goede met het verzoek om haar zo snel mogelijk over te brengen naar Parijs om haar te berechten voor misdaden die aan ketterij deden denken.
Jeanne was de gevangene van graaf Jan II van Luxemburg-Ligny. Om te voorkomen dat ze door de Fransen bevrijd zou worden werd ze overgebracht naar het kasteel van Beaulieu in de Vermandois. Ze genoot daar een mild regime en mocht zelfs haar eigen hofmeester Jean d’Aulon bij zich houden. Niettemin waagde ze hier een eerste ontsnappingspoging. Daarop werd het besluit genomen om haar weg te brengen uit de gevechtszone en haar onder te brengen in het kasteel van Beaurevoir. Ze kon bezoek ontvangen en werd op de hoogte gehouden van de situatie bij Compiègne. Niettemin waagde ze een tweede ontsnappingspoging door uit een venster in de toren te springen van 21 meter hoog. Ze raakte daarbij ernstig gewond. Daarop werd ze door de Bourgondiërs overgebracht naar Arras.
Bisschop Pierre Cauchon had al snel contact opgenomen met Jan van Luxemburg met het aanbod om Jeanne te kopen om haar uit te leveren aan de Engelsen. Hij handelde daarbij in opdracht van Jan van Bedford. Deze koehandel met een krijgsgevangene was in strijd met de toen geldende gedragscode: een krijgsgevangene werd gewoonlijk vrijgelaten in ruil voor een losgeld. Jan van Luxemburg verkocht haar voor 10.000 pond aan de Engelsen op 21 november 1430. Ze werd overgeleverd aan Pierre Cauchon die het proces tegen Jeanne zou voeren.

## Proces in Rouen

### Politieke belangen
Het proces was van meet af aan politiek: de hertog van Bedford eiste de Franse troon op voor zijn neef Hendrik VI van Engeland en de Engelsen waren er erg op gebrand Jeanne als ketter en heks neer te zetten om zodoende het koningschap van Karel VII te ondermijnen. Volgens de opdracht van Hendrik VI van 3 januari 1431 waarin de overdracht werd geregeld, werd Jeanne door de Engelsen aan de kerkelijke rechtbank overgedragen onder de voorwaarde dat ze weer aan het wereldlijke gerecht moest worden overgedragen, als ze zou worden vrijgesproken. Deze voorwaarde liet een eventuele vrijspraak open, hoewel de veroordeling vanaf het begin vaststond.
Als locatie voor het proces werd Rouen uitgekozen, de zetel van de Engelse bezetting, op basis van "overwegingen over de actuele en te voorziene omstandigheden". Blijkbaar was men bang om het proces elders, bijvoorbeeld in Parijs, te voeren. De Engelsen financierden het proces. De procedure vertoonde inbreuken op het kerkelijk recht. Bisschop Cauchon mocht de zaak voeren zonder de nodige jurisdictie. Hij kreeg een 'lettre de territoire' van het kapittel van Rouen om dit probleem te omzeilen. Cauchon dankte zijn aanstelling alleen aan zijn partijdigheid ten gunste van het Engelse regime. Hij zorgde er bijvoorbeeld voor dat Jean de Saint-Avit, bisschop van Avranches en deken van de bisschoppen van Normandië, niet als rechter aangesteld zou worden. Deze bisschop had geen verplichtingen ten aanzien van de Engelsen en had zich gunstig uitgelaten over Jeanne. De griffier Nicolas Bailly die aangesteld werd om getuigenissen ten laste van Jeanne te vinden kon niets aanbrengen, zodat er geen grond was om een proces te beginnen. Ook weigerde het hof aan Jeanne rechtskundige bijstand van geestelijken uit de delen van Frankrijk waar zij afkomstig was. De rechtszaak werd georganiseerd met een ongezien aantal doctoren in de theologie, licentiaten in kerkelijk en wereldlijk recht en andere geleerden die van de Engelsgezinde universiteit van Parijs werden gehaald, naast het bijna volledige kapittel van Rouen, abten en prelaten. In gelijkaardige processen die over geloofszaken gingen, zetelden hooguit drie of vier kanunniken naast de bisschop en de inquisiteur. Hoewel het een kerkelijk proces betrof, bleef Jeanne opgesloten in een wereldlijke gevangenis, waar zij werd bewaakt door mannelijke wachten.

### Veroordeling tot de brandstapel

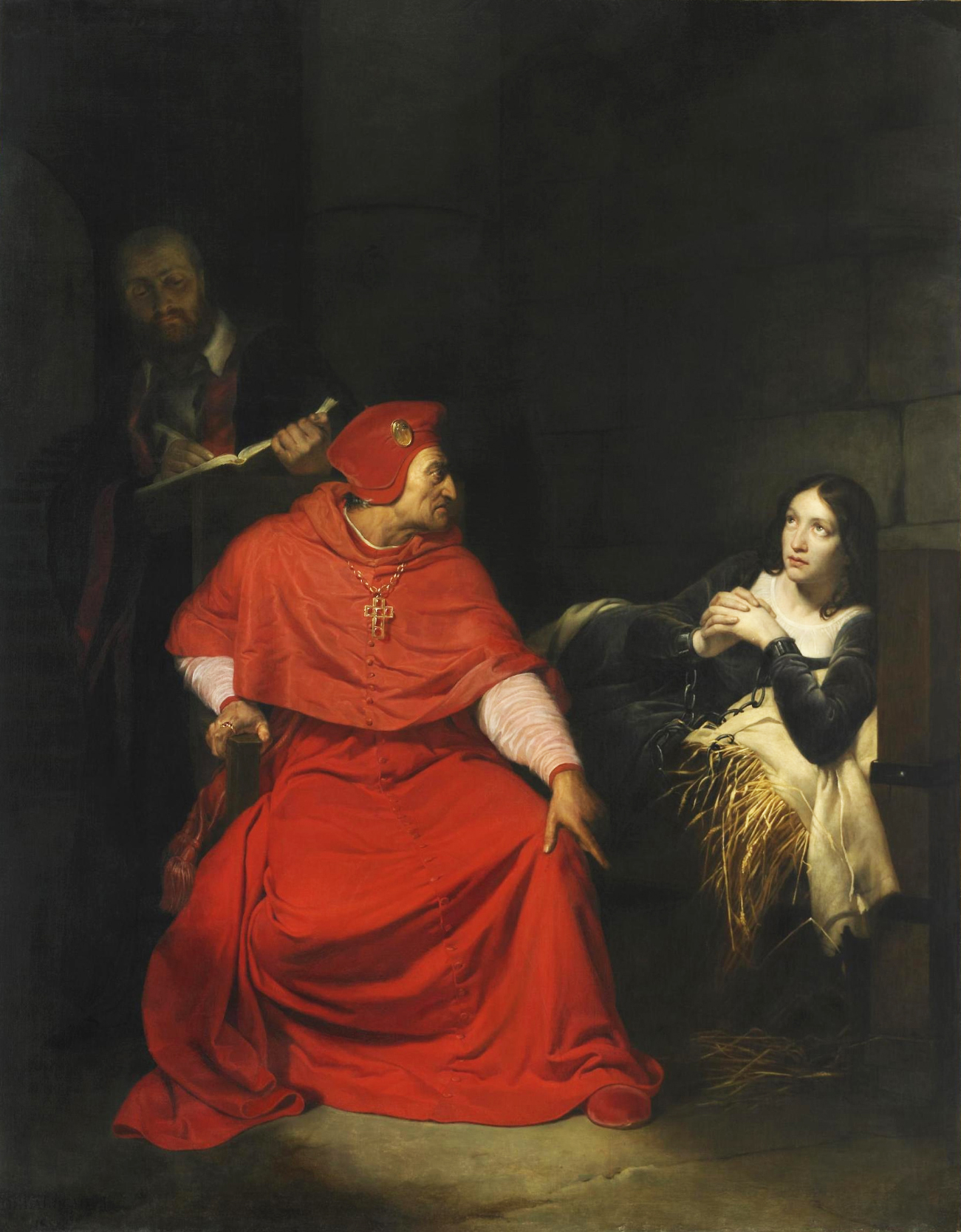
Jeanne d'Arc in de gevangenis ondervraagd door Henry Beaufort, de kardinaal van Winchester, Paul Delarroche, 1824, Musée des Beaux-Arts de Rouen

Na een eerste sessie op 9 januari 1431, gevuld met voorbereidend werk en met de samenstelling van het rechtscollege, begon het proces op 21 februari 1431; de eerste publieke zitting waarop ook Jeanne aanwezig was. Het zou duren tot 23 mei 1431. In totaal waren er 56 zittingen. Het rechtscollege telde ongeveer 120 personen, waarvan er verscheidene achteraf op het rehabilitatieproces zouden getuigen dat ze onder dwang hadden gehandeld, onder meer Jean Lemaître, de vice-inquisiteur. Ondanks de talloze ondervragingen slaagden de rechters er niet in om een geloofwaardige beschuldiging te formuleren. Jeanne bleek een goed christelijk meisje te zijn, overtuigd van haar goddelijke missie. Men hield het dan maar bij het ontkennen van de kerkelijke autoriteit, omdat ze de stemmen volgde die ze hoorde, zonder daarvan rekenschap af te leggen aan de kerkelijke autoriteiten. De notities van het proces die zijn overgeleverd tonen een Jeanne d’Arc die helemaal niet geïntimideerd is door het college van geleerden die haar moeten ondervragen en met allerlei spitsvondigheden probeerden om haar foute dingen te laten zeggen, zodat ze zichzelf zou beschuldigen. Cauchon lukte het niet om Jeanne iets fout te laten zeggen en zelfs de bezoeken in de gevangenis door Loyseleur, een van de bijzitters van het hof, die zich valselijk voorstelde als een medestander van Karel VII en als een streekgenoot leverden geen resultaat op. Cauchon probeerde zelfs om valse notulen te laten opnemen door twee geestelijken achter een gordijn geposteerd.
Vanaf 10 maart werden er geen openbare zittingen meer gehouden. Omdat Cauchon vaststelde dat Jeanne meer en meer op sympathie kon rekenen binnen het rechtscollege, besloot hij nog een aantal ondervragingen met een klein aantal bevriende ondervragers, te laten doorgaan in Jeannes gevangenis. Jeannes beroep op het Concilie van Basel en op de paus werd door Cauchon verworpen. Op 5 april werd een lijst van twaalf artikelen opgesteld die de misdaden van Jeanne samenvatten. Op 18 april stelde de rechtbank haar voor om haar fouten toe te geven en zich onder de leiding te plaatsen van geleerde doctoren om weer op de goede weg te komen. Op 2 mei werd een publieke waarschuwing tegen haar uitgesproken vooraleer over te gaan tot de veroordeling om haar nog een kans te geven zich te bekeren, maar Jeanne bleef zich toevertrouwen aan God en voor alle misdaden die haar werden toegeschreven, verwees ze naar haar goddelijke opdracht. Op 9 mei werd ze in de kerker gebracht waar de marteltuigen stonden en bedreigd met marteling. Ze zei hierop dat ze geen andere verklaringen zou afleggen onder marteling en als ze dat toch zou doen, ze die zou herroepen voor de rechtbank en zeggen dat ze door marteling waren afgedwongen. Op 12 mei werd besloten om van marteling af te zien.

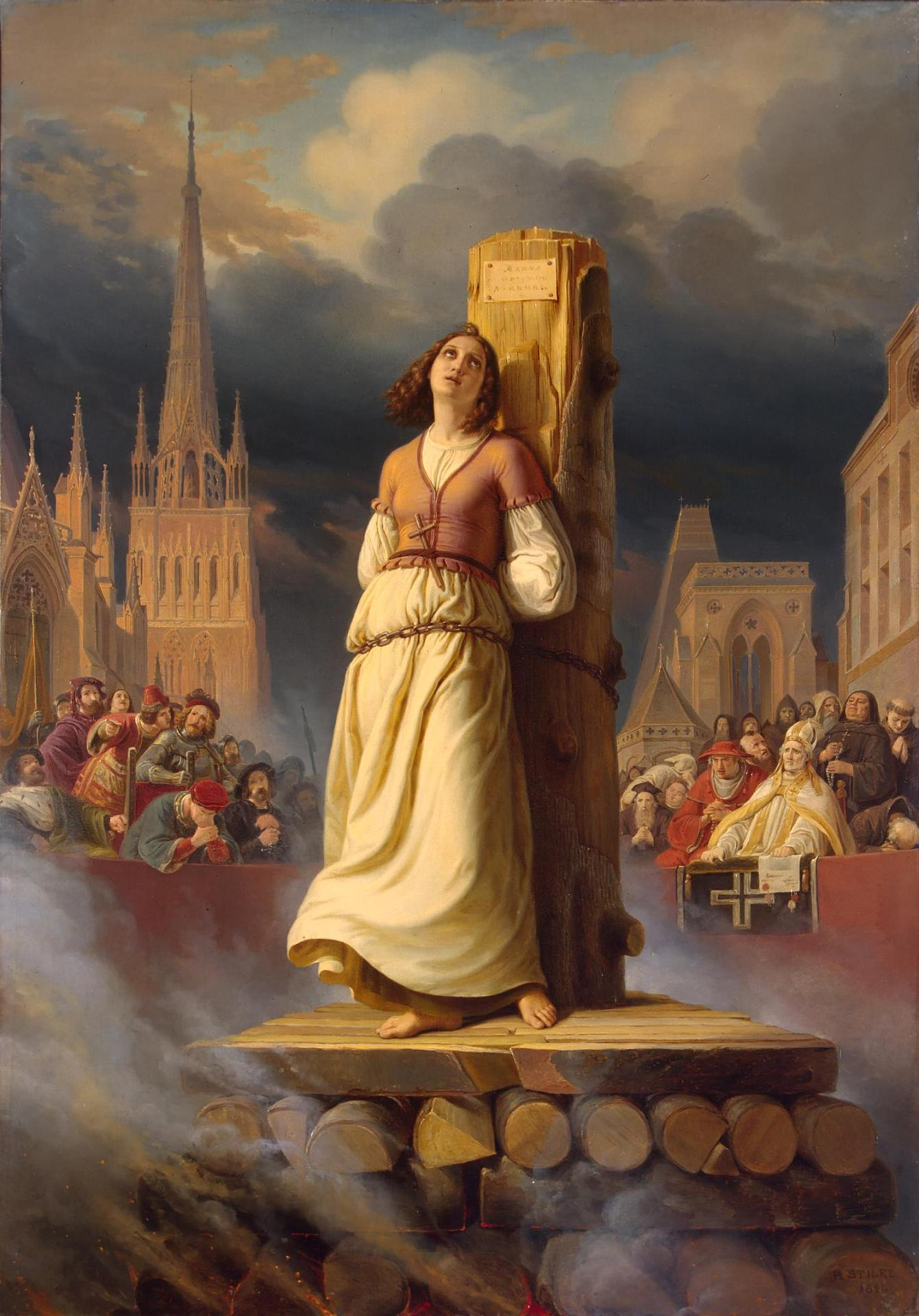
Herman Anton Stilke, Jeanne op de brandstapel, 1843

Uiteindelijk werd Jeanne veroordeeld door de geleerde doctoren van de Parijse Sorbonne en door het kapittel van Rouen. Zij werd schuldig bevonden als schismatieke, afvallige, leugenares, zienster, draagster van mannenkleren, verdachte van ketterij en godslaster. Haar visioenen werden afgedaan als falsificaties, omdat Jeanne niet was aangekondigd in de Bijbel en omdat ze geen mirakels had verricht. Op 24 mei werd Jeanne naar het kerkhof van Saint-Ouen in Rouen gebracht, waar een brandstapel was opgericht. Na een donderpreek en nieuwe ondervragingen bezweek Jeanne onder de druk en tekende een document waarin ze haar goddelijke roeping afzwoer en het gezag van de kerk erkende. Hierop werd ze veroordeeld tot levenslange gevangenisstraf. Vervolgens herriep Jeanne haar afzwering door te verklaren dat ze nog steeds haar stemmen hoorde, dat ze door God gezonden was en alleen aan hem verantwoording verschuldigd was en dat ze een grove fout gemaakt had door, onder bedreiging met de brandstapel, op het kerkhof van Saint-Ouen de waarheid te verloochenen. Hier hadden de rechters op gewacht. Bij het hervallen in de dwaling na een afzwering volgde automatisch de veroordeling tot de brandstapel. Er werd niet getalmd. Op 29 mei werd Jeanne tot ketter verklaard, waarna ze op 30 mei werd overgedragen aan het wereldlijke gerecht. Nog dezelfde dag werd ze levend verbrand op de Oude Markt van Rouen. Henry Beaufort, de kardinaal van Winchester had erop aangedrongen dat er niets van het lichaam van Jeanne zou overblijven dat zou kunnen gebruikt worden als reliek, omdat hij vreesde voor een postume verering van Jeanne. Jeanne stierf waarschijnlijk eerst door koolmonoxidevergiftiging, maar daarna werd de brandstapel opgestookt om haar organische resten te verbranden. Na een derde verbranding bleven alleen nog wat beenresten en as over die in de Seine werden geworpen. Alle vermeende relieken zijn vervalsingen.

## Rehabilitatie
Het zou bijna twintig jaar duren voordat koning Karel VII een actie ondernam om Jeanne van elke schuld te zuiveren. Daarvoor moest hij eerst Parijs en Rouen in zijn bezit hebben. De universiteit van Parijs had een belangrijke rol gespeeld in de veroordeling van Jeanne d’Arc, maar Karel VII kon de medeplichtigen van de Engelsen pas ter verantwoording roepen, nadat Parijs in zijn handen zou zijn gevallen. Karel VII had ook Rouen nodig, omdat de originele documenten in Rouen werden bewaard. Rouen kwam pas in zijn handen in november 1449.
Op 15 februari 1450 gaf Karel VII opdracht aan Guillaume Bouillé, deken van het koninklijk kapittel van Roye en rector aan de universiteit van Parijs, om de zaak te onderzoeken. Bouillé liet een aantal belangrijke getuigen ondervragen. Uit de getuigenissen bleken duidelijk de haatgevoelens die de oorspronkelijke rechters hadden geleid. De gebetenheid van Cauchon, de bedreigingen tegen meer gematigde rechters, de onregelmatigheden en ongeldige procedures, de machinaties van Loyseleur, alles kwam aan het licht. Het pauselijk hof in Rome wilde onder Engelse diplomatieke druk niet weten van een herziening van het proces. Kardinaal Guillaume d’Estouteville was de tweede die een aantal getuigen ondervroeg tijdens zijn bezoek aan Rouen op 1 mei 1452. Zijn gedelegeerde Philippe de la Rose zette het onderzoek voort en leverde een substantiële bijdrage aan de informatie die zou leiden tot het herzieningsproces. Ook in 1452 bleef de paus de Engelsen ontzien en kwam het niet tot een herzieningsproces. Bij het aantreden van paus Calixtus III op 8 april 1455 kon d’Estouteville de nieuwe paus van de noodzaak van een herziening overtuigen. De paus gaf opdracht om de herziening van het proces van Jeanne te beginnen.
Het herzieningsproces begon in Reims op 7 november 1455. De ondervraging van een honderdvijftigtal getuigen leverde een ander beeld van Jeanne op; de getuigen schilderden bijna unaniem een portret van een eerlijk, zuiver, integer en dapper meisje. De belangrijke spelers bij het originele proces bleven vaag en konden zich weinig of niets herinneren. Een aantal van de hoofdrolspelers, onder wie de bisschop van Beauvais, werd zelfs niet ondervraagd. Inquisiteur-generaal Jean Bréhal maakte een samenvatting van 55 pagina’s waarin hij Jeanne beschreef als een martelares en de ondertussen overleden Pierre Cauchon beschuldigde van ketterij, omdat hij een onschuldig meisje deed veroordelen omwille van een seculiere twist tussen koningshuizen. Op basis van dit document werd Jeanne volledig in eer hersteld. Het nieuwe vonnis, uitgesproken op 7 juli 1456, verwierp het oorspronkelijke oordeel en omschreef de eerdere zitting als "corruptie, bedrog, laster, fraude en kwaadwilligheid". De medewerkers van Cauchon, de rechters en aanklagers van het originele proces, waarvan velen nog in leven waren en hoge functies bekleedden in de kerkelijke hiërarchie, werden met rust gelaten.
In april 1909 werd Jeanne zalig verklaard door paus Pius X en op 16 mei 1920 verklaarde paus Benedictus XV haar heilig. Haar feestdag wordt gevierd op 30 mei. Ondertussen wordt ze gerekend tot de patroonheiligen van Frankrijk, samen met Dionysius van Parijs, Martinus van Tours, de heilige Lodewijk en Theresia van Lisieux.

## Geestesgesteldheid
Geleerden hebben geprobeerd de visioenen van Jeanne rationeel te verklaren. Ze zijn het eens dat ze oprecht was in haar verklaringen. Documenten uit haar eigen tijd en historici van voor de 20e eeuw noemen haar lichamelijk en geestelijk gezond. Recentelijk probeert men haar visioenen uit te leggen als het gevolg van epilepsie, migraine, tuberculose en schizofrenie. Veel van die diagnoses werden opgesteld door historici, niet door medisch specialisten. Geen van die hypotheses wordt algemeen aanvaard.
De getuigenissen van Jeanne zelf tijdens haar proces vormen het enige materiaal. Ze weigerde aanvankelijk om over haar visioenen te spreken, omdat ze aan haar koning gezworen had hierover niet met anderen te spreken. Dat er machinaties en valse verklaringen gebruikt zijn, om haar te kunnen veroordelen, zal geen enkele historicus ontkennen. Het blijft dan ook moeilijk in te schatten, wat de precieze vorm en draagwijdte van de visioenen waren.

## In de politiek
Vanaf het begin was Jeanne d’Arc een speelbal tussen politieke facties. In haar tijd waren het de Armagnacs en de Bourguignons. De Armagnacs verspreidden het beeld van het arme herderinnetje uit Lotharingen dat het koninkrijk gaat redden. Jeanne was geen herderin, maar de dochter van een vrije boer met zijn eigen boerderij en ze kwam niet uit Lotharingen, maar uit de Barrois. De Bourguignons dachten dat ze gemanipuleerd werd door personages aan het koninklijk hof, en de Engelsen zagen haar voor een heks aan.
De Franse filosoof Voltaire zou haar in zijn werk La Pucelle d'Orléans van 1762 belachelijk maken, want hij wilde door haar de bijgelovigheid aan de kaak stellen en kritiek leveren op het idee van de goddelijke interventie in de geschiedenis.
De historicus Jules Michelet maakte in zijn boek Jeanne d’Arc (1841) van Jeanne een 'lekenheilige', een incarnatie van het Franse volk omwille van haar eenvoudige afkomst, provinciale origine, ongeletterdheid en gezond verstand. Ze stelde een voorbeeld aan diegenen die haar omringden en lag aan de basis van een van de belangrijke fases van de opbouw van de natie. Michelet was een republikein en vrijdenker. Zijn visie van een volksheldin, vergeten door de koning die ze op de troon hielp en vernietigd door de kerk, werd sterk ondersteund door de publicatie van de notulen van beide processen door Jules Quicherat. Dit beeld werd overgenomen door Henri Martin, een andere republikeinse historicus van haar de incarnatie van de Gallische geest en deugden maakte. De Franse uitgever Pierre Larousse bevestigde in 1870 deze visie in zijn Grand Dictionnaire du XIXe siècle, terwijl de kerkelijke autoriteiten als reactie hierop de heiligheid van Jeanne begonnen te promoten.
Socialisten eisten ook Jeanne op als een van hen. Lucien Herr, bibliothecaris bij de École normale supérieure, publiceerde op 14 mei 1890 een artikel in Le Parti Ouvrier met als titel Notre Jeanne d'Arc. Hij ontzegde aan de Rooms-Katholieke Kerk de cultus van diegene die ze enkele eeuwen voordien verbrand hadden. Zijn vriend Charles Péguy publiceerde in 1897 zijn Jeanne d’Arc en droeg het werk op aan al diegenen die gestorven waren om de universele socialistische republiek te vestigen, maar Péguy bekeerde zich omstreeks 1910 weer tot het katholieke geloof en herzag dan zijn werk.
In 1908 zocht de Franse schrijver Anatole France op zijn beurt een rationele uitleg voor de gebeurtenissen rond Jeanne. De visioenen werden hallucinaties en hoewel hij de dapperheid en de eerlijkheid van Jeanne niet in twijfel trok, schreef hij de overwinning in Orléans in de eerste plaats toe aan het gebrek aan manschappen bij de Engelsen. Volgens hem deed Jeanne niet veel meer dan het moreel van de Franse troepen opkrikken en hij zag in de hele zaak een enscenering van de geestelijkheid ten voordele van de kerk.
Félix Dupanloup, bisschop van Orléans, bracht in 1869 de procedure op gang die moest leiden tot de heiligverklaring. Hij loofde de heiligheid van la Pucelle, naar de brandstapel gebracht door een priester die zijn roeping verloochend had en aan de Engelsen verkocht door leden van de universiteit, maar niet door de kerk. Het zou nog tot 1920 duren, voordat Jeanne heilig verklaard werd, maar ook de kerk had Jeanne dus gerecupereerd. Als gevolg distantieerde de linkerzijde in Frankrijk zich in het begin van de 20e eeuw van Jeanne d’Arc. De Franse socialist Jean Jaurès was een uitzondering. Hij had nog sympathie voor haar zoals blijkt uit zijn boek L’armée nouvelle van 1910.
Die afwijzing door links leidde ertoe dat de rechtse nationalisten in het begin van de 20e eeuw Jeanne monopoliseerden voor hun zaak, vooral na de veroordeling van de Action Française door de paus in 1928. Alle stromingen binnen de beweging eisten Jeanne op als hun patrones. In 1936 trokken zelfs 300 vrijwilligers naar Spanje om te gaan vechten aan de zijde van de franquisten onder de banier van Jeanne d’Arc.
In 1920 werd in Frankrijk een nationale feestdag ter ere van Jeanne d’Arc ingesteld op 8 mei, de datum van de bevrijding van Orléans. Bijna alle naoorlogse presidenten van de republiek hebben op de eerste 8e mei na hun verkiezing een bezoek gebracht aan Orléans tijdens de feestelijkheden ter ere van Jeanne d’Arc om er een toespraak te houden waarin het verhaal van Jeanne gebracht werd.
Onder het regime van maarschalk Pétain tijdens de Tweede Wereldoorlog werd Jeanne misbruikt om te ageren tegen de zogenoemde Judeo-maçonnerie en tegen de Engelsen. De bombardementen op Rouen werden vergeleken met de marteldood van Jeanne en in beide gevallen waren de Engelsen de schuldigen. Hoewel ook in het Franse verzet het beeld van Jeanne werd gebruikt, zou na de oorlog de cultus van Jeanne achteruitgaan, omdat het geassocieerd werd met de collaboratie en ze werd toen weer populair in linkse kringen.
Toen Jean-Marie Le Pen in 1972 het Front National oprichtte, koos hij als kenner van de nationalistische mythologie Jeanne d’Arc als symbool van verzet tegen alle 'indringers'. Het Front National riep vervolgens tussen de twee rondes van de presidentsverkiezingen van 1988 een eigen feestdag uit voor Jeanne d’Arc op 1 mei en maakte van deze dag het hoogtepunt van hun campagne. Jean-Marie Le Pen gebruikte Jeanne om katholieken te ronselen voor zijn partij; zijn dochter Marine Le Pen gebruikt Jeanne als symbool van de strijd tegen de Europese Unie.
Nicolas Sarkozy probeerde Jeanne te gebruiken om zijn imago op te smukken voor de presidentsverkiezingen van 2012. Op 6 januari 2012 vierde hij de 600e verjaardag van haar geboorte door een reis te maken naar de belangrijke plaatsen uit haar leven; onder meer naar haar geboortedorp. Tijdens zijn campagne van 2007 had Sarkozy ook gebruikgemaakt van de figuur van Jeanne d’Arc.

## In de kunsten
Haar persoon en leven heeft kunstenaars geïnspireerd in praktisch elk domein van de kunsten. Men kan hier lijsten van werken uit verschillende domeinen terugvinden.

### Beeldende kunsten
Er zijn tientallen standbeelden van Jeanne d'Arc gemaakt waarop ze wordt afgebeeld zowel als ruiter, te voet in wapenrusting, geknield, biddend en zelfs als herderinnetje. Ook in de schilderkunst is de geschiedenis van Jeanne een inspiratiebron geweest voor een groot aantal kunstenaars. De lijst geeft een overzicht van enkele belangrijke werken.
- Hippolyte Delaroche (1823) – Joan of Arc, Sick, Interrogated in Prison by the Cardinal of Winchester (Nederlands: Jeanne d'Arc, ziek, wordt in haar cel ondervraagd door de kardinaal van Winchester), olieverf op doek 277 × 217 cm. Momenteel in de Musée des Beaux-Arts, Rouen.
- Gillot Saint-Evre (1832) – Jeanne d'arc, devant Charles VII, répond aux prélats qui l'interrogent (Nederlands: Jeanne d'Arc in het gezelschap van Karel VII, beantwoordt de prelaten die haar ondervragen). Momenteel in het Louvre (Parijs).
- Hermann Anton Stilke (1843) – Joan of Arc's Death at the Stake (Right-Hand Part of ''The Life of Joan of Arc'' Triptych). Momenteel in State Hermitage Museum Russia (St. Petersburg).
- Jean-Auguste-Dominique Ingres (1854) – Jeanne d'Arc au sacre du roi Charles VII, dans la cathédrale de Reims (Nederlands: Jeanne d'Arc bij de zalving van Karel VII in de kathedraal van Reims; 1854). Olieverf op doek, 240 × 178 cm, momenteel in het Louvre.
- Léon François Bénouville (voor 1859) – Jeanne d'Arc Domrémy. Momenteel in de Musée des Beaux-Arts, Rouen.
- Eugène Romain Thirion (1876) – Jeanne d’Arc écoutant les voix (Nederlands: Jeanne d'Arc hoort de stemmen). Momenteel in de Musée des Beaux-Arts, Rouen.
- Jules Bastien-Lepage (1879) – Jeanne d'Arc, olieverf op doek 250 × 280 cm. Momenteel in het Metropolitan Museum of Art ( New York).
- Grandin (1886) – Jeanne d'Arc in Mehun-sur-Yèvre. Momenteel in de Notre Dame (Mehun-sur-Yèvre).
- Jean-Jacques Scherrer (1887) – Entrée de Jeanne d'Arc à Orléans (Nederlands: Intrede van Jeanne d’Arc in Orléans). Momenteel in de Musée des Beaux-Arts, Rouen.
- Jules Eugène Lenepveu (1886-1890) – meerdere werken. Momenteel in het Panthéon (Parijs).
- Paul de la Boulaye (1909) – Sainte Jeanne d'Arc (Nederlands: Sint Jeanne d'Arc), 92 x 65 cm.

### Muziek
- 1692: La Pucelle, sonate van François Couperin
- 1821: Jeanne d'Arc à Orléans, opera van Michele Carafa
- 1834: Ouverture La Pucelle d'Orléans op. 91, Ignaz Moscheles
- 1845: Giovanna d'Arco, opera van Giuseppe Verdi
- 1878: La Pucelle d'Orléans (Орлеанская дева ou Orleanskaya deva), opera van Pjotr Iljitsj Tsjaikovski
- 1845: Jeanne d'Arc au bucher S 293, Franz Liszt (tweede versie in 1874)
- 1894: Cantique pour obtenir la canonisation de la Vénérable Jeanne d'Arc, Theresia van Lisieux
- 1938: Jeanne d'Arc au bûcher, oratorium van Arthur Honegger
- 1971: Joan of Arc, Leonard Cohen
- 1972: Jeanne op Long long chemin, Gérard Manset
- 1975: Kimberly, Patti Smith
- 1981: Joan of Arc, OMD
- 1982: Maid of Orleans (The Waltz Joan of Arc), Orchestral Manoeuvres in the Dark
- 1984: Eu Não Matei Joana d'Arc, Camisa de Vênus
- 1993: Joan of Arc, The Melvins
- 1995-heden: Joan of Arc, Amerikaanse rockband
- 1998: I'm the Girl, Heather Nova
- 1998-2007: Janne Da Arc, Japanse rockband
- 1999: Right on Time, Red Hot Chili Peppers
- 2000: Maid of Orleans, Dark Moor (Spaanse metalband)
- 2002: Did Anybody Sleep With Joan of Arc?, Elton John
- 2002: Free & Easy, Ayumi Hamasaki
- 2005: Jeanne D'Arc, album Tangerine Dream
- 2005: Jeanne d’Arc, van de Italiaanse symphonic-metalband Thy Majestie
- 2005: Joanni, Kate Bush
- 2008: Godspeed on the Devil's Thunder, album Cradle of Filth
- 2010: Pearl, Katy Perry
- 2013: Joan of Arc, Arcade Fire
- 2013: Miley Cyrus vs Joan of Arc. Epic Rap Battles of History Season 3, Epic Rap Battles of History
- 2015: Joan Of Arc, Madonna
- 2018: Joan Of Arc, Little Mix
- 2024: Joan of Arc, Powerwolf

### Film
Jeanne d’Arc is goed vertegenwoordigd in de film. Haar leven of delen eruit zijn het onderwerp van een groot aantal films en tv-series. Ze werd al opgevoerd in de tijd van de stomme film.
De volgende lijst geeft een overzicht:
- 1898: Exécution de Jeanne d'Arc, korte stomme film van Georges Hatot
- 1899: Domrémy, kortfilm van de gebroeders Lumière
- 1900: Jeanne d'Arc, stomme kortfilm van Georges Méliès met Jeanne d'Alcy
- 1908 of 1909: La Vita di Giovana d'Arco van Mario Caserini met Maria Gasperini
- 1913: Giovanna d'Arco van Ubaldo Maria Del Colle en Nino Oxilia met Maria Jacobini
- 1916: Joan the Woman, stomme film van Cecil B. DeMille met Geraldine Farrar
- 1928: La Passion de Jeanne d'Arc van Carl Theodor Dreyer met Renée Falconetti
- 1929: La Merveilleuse Vie de Jeanne d'Arc van Marco de Gastyne met Simone Genevois
- 1935: Das Mädchen Johanna van Gustav Ucicky
- 1948: Joan of Arc van Victor Fleming met Ingrid Bergman
- 1953: Destinées, film met schetsen van Jean Delannoy met Michèle Morgan
- 1954: Giovanna d'Arco al rogo van Roberto Rossellini met Ingrid Bergman
- 1957: Saint Joan van Otto Preminger met Jean Seberg
- 1962: Procès de Jeanne d'Arc van Robert Bresson met Florence Carrez-Delay, Jean-Claude Fourneau
- 1994: Jeanne la Pucelle van Jacques Rivette met Sandrine Bonnaire, film in twee delen: Les Batailles en Les Prisons
- 1999: Messenger: The Story of Joan of Arc van Luc Besson met Milla Jovovich
- 1999: Joan of Arc (tv) van Christian Duguay met Leelee Sobieski.
- 2011: Jeanne captive van Philippe Ramos met Clémence Poésy
- 2017: Jeannette, l'Enfance de Jeanne d'Arc van Bruno Dumont met Lise Leplat Prudhomme
- 2019: Jeanne van Bruno Dumont met Lise Leplat Prudhomme (vervolgfilm op Jeannette, l'Enfance de Jeanne d'Arc)

### Theater
- 2024: Jeanne d'Arc, een Belgische musical door Historalia